# El amor del trabajador
El amor del trabajador (en chino, 劳工之爱情; pinyin, láogōng  zhī  àiqíng), también conocida como El romance de un vendedor de fruta o El romance del vendedor de frutas (en chino, 掷果缘; pinyin, zhì guǒ yuán), es una película muda china de 1922 dirigida por Zhang Shichuan y escrita por Zheng Zhengqiu, quien además protagoniza.
Se trata de la película más antigua de la historia cinematográfica temprana de China que sobrevive íntegramente en la actualidad.

## Reparto
- Zheng Zhegu como Carpenter Zheng (el vendedor de frutas)
- Zheng Zhengqiu como Doctor Zhu
- Yu Ying como Miss Zhu (hija del Doctor Zhu)